# 지방도 제1019호선
지방도 제1019호선(송정 ~ 덕하해안선)은 부산직할시 해운대구 송정동과 경상남도 양산군 기장읍의 경계지점을 기점으로 울산시 울주구 청량면을 잇던 경상남도의 지방도이다. 기장읍 일대가 부산광역시에 편입되면서 1996년부터 지방도 지정이 해제되었고, 일광면 ~ 청량면 구간은 1996년 7월 1일에 국도 제31호선의 일부가 되었다.

## 주요 경유지
1995년 도로현황조서 기준 남아있는 구간은 다음과 같다.
- 양산군
  - 기장읍 - 일광면 - 장안읍

- 울산시 울주구
  - 서생면 - 온산읍 - 청량면

## 같이 보기
- 국도 제31호선